# Ecougellidae
Ecougellidae es una familia de foraminíferos bentónicos de la superfamilia Loftusioidea, del suborden Loftusiina y del orden Loftusiida. Su rango cronoestratigráfico abarca desde el Barremiense hasta el Aptiense inferior o Bedouliense (Cretácico superior).

## Discusión
Clasificaciones previas incluían Ecougellidae en el suborden Textulariina, en el orden Textulariida o en el orden Lituolida.

## Clasificación
Ecougellidae incluye a los siguientes géneros:
- Ecougella †